# Oldham Athletic A.F.C.
Oldham Athletic A.F.C. er en engelsk fodboldklub fra Oldham, der spiller i League Two. Klubben har aldrig vundet noget, men var i 1990 i Liga Cup-finalen, hvor den tabte til Nottingham Forest. Klubben var senest i den bedste engelske række i perioden 1991-1994 og var således med til at danne Premier League i 1992. Klubbens bedste placering i den bedste række er en andenplads i 1915.
Af berømte spillere kan bl.a. nævnes Denis Irwin og Graeme Sharp.

## Nuværende spillertrup

### Førsteholdet
Oversigten er opdateret til og med 2. marts 2025| Nr. | Land       | Position | Spiller                                    |
| --- | ---------- | -------- | ------------------------------------------ |
| 1   | England    | MM       | Mathew Hudson                              |
| 2   | Australien | FO       | Reagan Ogle                                |
| 3   | England    | FO       | Mark Kitching                              |
| 4   | England    | MI       | Tom Pett (Lånt fra Cheltenham Town)        |
| 5   | England    | FO       | Shaun Hobson                               |
| 6   | Cameroun   | FO       | Manny Monthé                               |
| 7   | Irland     | MI       | Harry Charsley                             |
| 8   | England    | MI       | Josh Lundstram                             |
| 9   | Cameroun   | AN       | Mike Fondop                                |
| 10  | England    | MI       | Tom Conlon (anfører)                       |
| 11  | England    | MI       | Josh Kay                                   |
| 13  | Wales      | MM       | Jake Dennis (Lånt fra Cardiff City)        |
| 14  | England    | AN       | Joe Garner                                 |
| 15  | England    | MI       | Jordan Rossiter (Lånt fra Shrewsbury Town) |
| 16  | England    | FO       | Charlie Raglan                             |
| 17  | Nigeria    | AN       | Jesurun Uchegbulam                         |

| Nr. | Land       | Position | Spiller                              |
| --- | ---------- | -------- | ------------------------------------ |
| 18  | England    | AN       | Billy Waters                         |
| 19  | England    | MI       | Dan Gardner                          |
| 20  | England    | FO       | Jake Caprice                         |
| 21  | England    | FO       | Will Sutton                          |
| 22  | England    | MI       | Matt Worthington                     |
| 24  | Nordirland | MI       | Corry Evans                          |
| 26  | England    | AN       | Kian Harratt                         |
| 27  | Wales      | MI       | Oli Hammond                          |
| 28  | Wales      | MI       | Vimal Yoganathan (Lånt fra Barnsley) |
| 29  | England    | MI       | Joe Pritchard                        |
| 30  | England    | AN       | James Norwood                        |
| 31  | England    | MM       | Tom Donaghy                          |
| 33  | Pakistan   | MI       | Otis Khan                            |
| 34  | England    | FO       | Jake Leake (Lånt fra Hull City)      |
| 35  | England    | MM       | Scott Moloney                        |

### Udlejede spillere
| Nr. | Land    | Position | Spiller                                             |
| --- | ------- | -------- | --------------------------------------------------- |
| 23  | England | MI       | Kofi Moore (hos Nantwich Town indtil 30. juni 2025) |
| 25  | England | AN       | Alex Reid (hos Wealdstone indtil 30. juni 2025)     |
|     | England | AN       | Kurt Willoughby (hos Chester indtil 30. juni 2025)  |
|     | England | AN       | Joe Nuttall (hos Altrincham indtil 30. juni 2025)   |